# Стовбуваха
Стовбуваха — колишнє село на Полтавщині. Зняте з обліку у другій половині 1960-х років у зв'язку із створенням Кременчуцького водосховища.

## З історії
За козаччини, як хутір, а пізніше і як слобода Стовбуваха входила до Чигирин-Дібровської та пізніше Жовнинської сотні Лубенського полку.
Зі скасуванням полково-сотенного устрою на Лівобережній Україні Гусине перейшло до Городиського повіту Київського намісництва.
У ХІХ ст. вже у складі Кременчуцького повіту Полтавської губернії. Пізніше також у Святилівської волості цього повіту.
У радянський період в 1920-х роках село Стовбуваха входило до Горбівського району Кременчуцької округи Полтавської губернії та пізніше до Жовнинського району тієї ж округи. 
У радянський період, станом на 1946 рік, село Стовбуваха мало власну сільську Раду у складі Градизького району Полтавської області.
У 1960-х роках село Стовбуваха було у складі Глобинського району у якому і було зняте з обліку.
Зі створення Кременчуцького водосховища в 1960 роках територія Стовбувахи фактично не була затоплена, проте населення було виселене до сусіднього села Бугаївки у 1964 році.